# شهر در سطح شهرستان

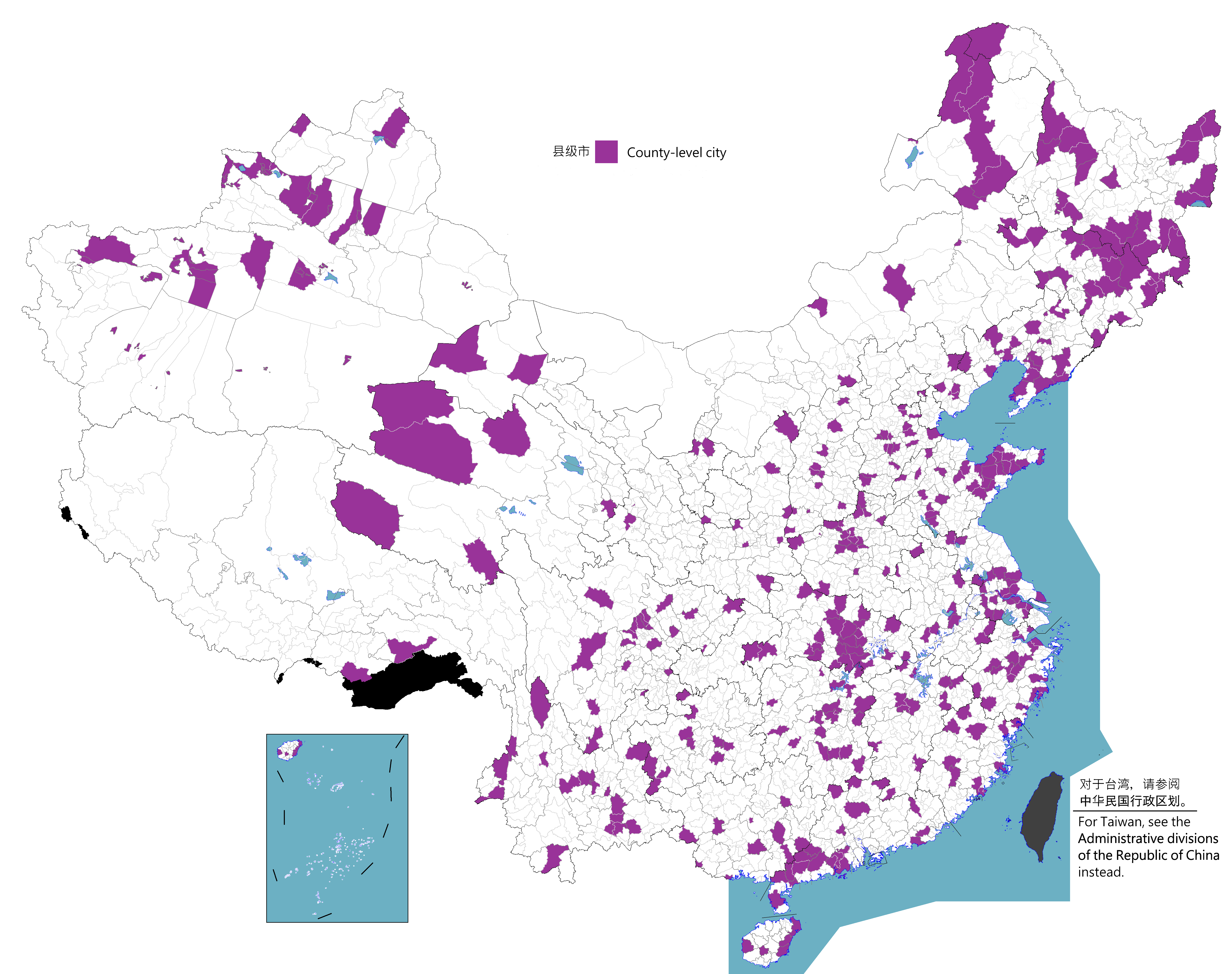
نقشه شهرهای در سطح شهرستان در کشور چین که با رنگ بنفش مشخص شده‌اند

در جمهوری خلق چین، یک شهر در سطح شهرستان (انگلیسی: County-level city) (به چینی:县级市) یکی از تقسیمات اداری چین‌در سرزمین اصلی چین است که از ادغام شهرستان و شهر به یک واحد اداری مستقل به وجود می‌آید و زیرمجموعه سطوح استانی و زیراستانی (perfecture) قرار دارد، هرچند برخی مستقیما زیرمجموعه‌ی استان هستند. بیشتر شهرهای سطح شهرستان طی سال‌های ۱۹۸۰ تا ۱۹۹۰ با جایگزین کردن شهرستان‌های جمهوری خلق چین ایجاد شدند. 